# صامويل دي لوس رييس
صامويل دي لوس رييس (بالإسبانية: Samuel de los Reyes Domínguez)‏ (15 فبراير 1992 بإشبيلية في إسبانيا - ) هو لاعب كرة قدم إسباني في مركز الدفاع. شارك مع منتخب إسبانيا تحت 17 سنة لكرة القدم. أما مع النوادي، فقد لعب مع إشبيلية أتلتيكو ونادي ساباديل ونادي قرطبة ونادي لوغو ونادي ياغوستيرا وSevilla FC C ‏.

## وصلات خارجية
- صامويل دي لوس رييس على موقع قاعدة بيانات كرة القدم.إي يو (الإنجليزية)
- صامويل دي لوس رييس على موقع Soccerbase.com (لاعب) (الإنجليزية)
- صامويل دي لوس رييس على موقع Soccerway.com (الإنجليزية)
- صامويل دي لوس رييس على موقع AS.com (الإسبانية)